# Крупчатка
Крупча́тка (Рудня-Крупчатка,  Рудня Лугинківська)—  село в Україні, у Коростенському районі Житомирської області. Населення становить 56 осіб.

## Географія
На північному сході від села бере початок річка Турійка, ліва притока Жерева.

## Уродженці
- Ковальчук Галина Василівна (1938 - 2019) — український вчений у галузі педагогіки та методики викладання природознавства, зоології та екології, кандидат педагогічних наук (1974), доцент (1977), професор кафедри природничих дисциплін (1990), Заслужений працівник народної освіти України (1994).